# کوین نیسبت
کوین نیسبت (انگلیسی: Kevin Nisbet؛ زادهٔ ۸ مارس ۱۹۹۷) بازیکن فوتبال اهل بریتانیا است.
از باشگاه‌هایی که در آن بازی کرده‌است می‌توان به باشگاه فوتبال ایست استایلینگشا و باشگاه فوتبال پاتریک تیسل اشاره کرد.
وی همچنین در تیم ملی فوتبال اسکاتلند بازی کرده‌است.